# Tablica pamiątkowa

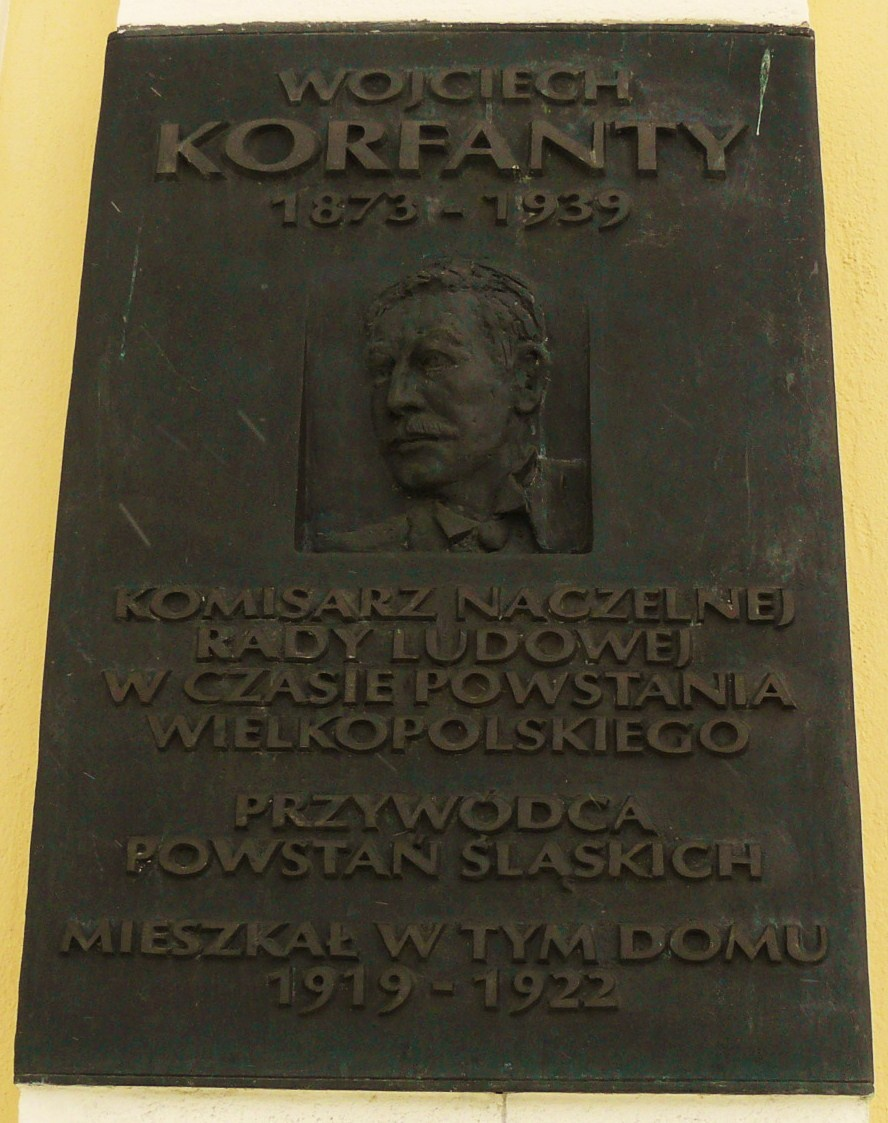
Tablica pamiątkowa poświęcona W. Korfantemu na dawnym Niemieckim Banku Listów Zastawnych w Poznaniu

Tablica pamiątkowa – w architekturze, podobnie jak pomnik,  dzieło rzeźbiarskie lub rzeźbiarsko-architektoniczne, posąg, obelisk, płyta itp., wzniesiona dla upamiętnienia osoby lub zdarzenia historycznego.
Tablice pamiątkowe mogą być wykonane z różnych materiałów, np. z metalu, kamienia, szkła lub innych materiałów trwałych i odpornych na działanie czynników atmosferycznych.

## Niektóre polskie tablice pamiątkowe
- Tablica pamiątkowa poświęcona Józefowi Piłsudskiemu przy ulicy Wschodniej w Łodzi
- Pomniki i tablice pamiątkowe po katastrofie polskiego Tu-154 w Smoleńsku (2010–2011)
- Tablica pamiątkowa poświęcona Wojciechowi Korfantemu na jednym z budynków w Poznaniu
- Tablica pamiątkowa poświęcona obrońcom Poczty Polskiej w Gdańsku
- Tablice pamiątkowe Tchorka w Warszawie